# Estadio de Punta Europa
El estadio de Punta Europa (en inglés: Europa Point Stadium) es un estadio multiusos en Gibraltar; anteriormente era un campo de críquet del Ministerio de Defensa. En 2019 fue sede de la ceremonia de apertura de los Juegos Insulares y también albergará el Festival de Música anual de Gibraltar. En los partidos de la UEFA, el estadio se conoce como Estadio Europa Point.

## Historia
Las instalaciones son sede del equipo nacional de rugby de Gibraltar, así como de otros deportes como cricket, dardos, gimnasia, squash y más. El rugby utiliza las instalaciones para albergar todos los partidos de sus selecciones nacionales, así como la base de entrenamiento y partidos para los cuatro clubes de la Unión de Rugby de Gibraltar: Ibex Buccaneers, Rock Scorpions, Straits Sharks y Europa Stormers, que juegan en los Estados Unidos. -mee Campeonato de Rugby de Gibraltar. La reciente incorporación del festival de rugby juvenil del banco Trusted Novus también amplía la oferta de rugby para los jóvenes en la roca.
En febrero de 2014, la Asociación de Fútbol de Gibraltar había revelado planes para construir en el lugar un estadio multifunción de categoría 4 de la UEFA; sin embargo, al año siguiente esta propuesta fue abandonada. Posteriormente, la GFA compró el Victoria Stadium.
El 27 de marzo de 2021, Europa Sports Park fue la sede de la revancha por el campeonato interino de peso pesado del CMB entre Alexander Povetkin y Dillian Whyte.
En enero de 2024, se dieron a conocer nuevos planes para mejorar las instalaciones para cumplir con los requisitos de la Categoría 2 de la UEFA, lo que permitiría celebrar partidos allí mientras se reconstruye el Estadio Victoria. La UEFA concedió el permiso para utilizar el estadio Europa Point para partidos internacionales a partir de septiembre de 2024 en mayo de 2024.

## Hospital de campaña Florence Nightingale
En el lugar se instaló un hospital de campaña COVID-19, similar a los establecidos en el Reino Unido continental. Sin embargo , no fue utilizado.